# Yōko Tanaka
Pour les articles homonymes, voir Tanaka.
Yōko Tanaka (田中陽子, Tanaka Yōko)  est une joueuse de football japonaise née le 30 juillet 1993 à Yamaguchi.

## Biographie

### Carrière en club
Yoko Tanaka commence le football dans le club du FC Leone de Yamaguchi. En 2006, elle rejoint la JFA Academy Fukushima et y passe 6 saisons. 
En 2012, elle signe pour l'INAC Kobe Leonessa.

### Carrière internationale
Yoko Tanaka commence sa carrière internationale avec la sélection féminine du Japon des moins de 17 ans à l'âge de 15 ans. Elle participe aux Coupes du monde de 2008 et 2010. 
En 2012, elle participe à la Coupe du monde féminine des moins de 20 ans qui se déroule au Japon.
En 2013, Tanaka est retenue pour participer au tournoi de l'Algarve Cup avec la sélection nationale.

## Palmarès

### En club
- Vainqueur du championnat du Japon en 2012 avec l'INAC Kobe Leonessa

### En sélection nationale
- Finaliste de la Coupe du monde des moins de 17 ans 2010
- Vainqueur de la Coupe d'Asie des moins de 19 ans 2011
- Troisième de la Coupe du monde des moins de 20 ans 2012

### Distinctions personnelles
- Soulier d'argent lors de la Coupe du monde des moins de 20 ans 2012